# The Real McCoy
The Real McCoy est un album du pianiste McCoy Tyner sorti en 1967 sur le label Blue Note.

## Genèse
En 1967 lorsqu'il signe avec Blue Note, McCoy Tyner vient de passer deux années relativement calmes, participant à quelques albums d'autres musiciens comme Stanley Turrentine ou Lee Morgan sur ce même label. En effet le pianiste avait quitté le quartet de John Coltrane en 1965 à cause de son insatisfaction avec la direction musicale que prenait le saxophoniste. Le pianiste retrouve sur cet album le format du groupe de John Coltrane, c'est-à-dire l'association d'une section rythmique contenant le piano, la basse et la batterie avec un saxophone ténor.

## Description
The Real McCoy est enregistré en un jour, le 21 avril 1967, au studio de Rudy Van Gelder à Englewood Cliffs et représente le premier album de Tyner pour le label Blue Note. Pour le pianiste cet album marque un tournant : jusqu'ici ses enregistrements solos pour le label Impulse s'efforçaient de rester dans un cadre plus traditionnel avec l'interprétation de standards et mettaient l'accent sur la formule du trio avec basse et batterie.
Le premier morceau Passion Dance est ancré dans le style Jazz modal cher à Tyner et se caractérise par un tempo appuyé, l'accent étant mis sur l'énergie et le rythme notamment grâce au jeu d'Elvin Jones. Pour Tyner : « Je trouvais que cela ressemblait à un genre de danse amérindienne. ça évoquait les rituels et les états de transe. Au niveau de la structure, nous improvisons dans une seule tonalité, Fa, et ça permet une invention mélodique plus libre. »
Le second morceau, Contemplation, est une ballade. « Le morceau faisait penser à un homme seul. Un homme songeant à ce que la religion signifie pour lui, songeant au sens de la vie. Il y avait un caractère spirituel. C'est essentiellement en 3/4, et c'est une mesure intéressante parce que l'on peut utiliser, comme nous le faisons ici, de nombreux rythmes à l'intérieur de celle-ci. »
Four by Five renoue avec un tempo rapide et une exploration du rythme comme l'indique le titre. « La mélodie est construite comme s'il avait un centre, c'est en 4/4 à l'extérieur et en 5/4 à l'intérieur. Mais nous improvisons comme s'il n'y avait pas de centre, on improvise qu'en 4/4. »
La ballade qui suit, Search For Peace, met l'accent sur le lyrisme et la mélodie et souligne à nouveau la spiritualité de la musique de Tyner : « J'ai choisi ce titre car il y a un sentiment de tranquillité. Tranquille et personnelle. C'est très difficile de verbaliser la musique; ce qui important est ce que l'auditeur lui-même ressent lors de l'écoute. Mais ce que j'arrive à verbaliser, c'est une soumission d'un homme à Dieu, en se donnant à l'univers. »
L'album se clôt sur Blues on the Corner, un blues relevé qui marque avant tout l'interaction des musiciens. « Quand je grandissais à Philadelphie, certains gamins que je connaissais aimaient traîner au coin de la rue. Et c'est un peu une image musicale de cette scène. »

## Signification du titre
Le titre de l'album joue sur le prénom du pianiste. En effet « the real McCoy » est une expression que l'on pourrait traduire en français par « le vrai de vrai », ce qui signifie que l'on a affaire à quelque chose d'authentique, pas une pâle copie. Ce type de titre d'album est à la mode à l'époque comme le montrent les albums Milestones de Miles Davis, Lee-Way de Lee Morgan, Byrd in Flight de Donald Byrd ou 6 Pièces of Silver d'Horace Silver pour n'en citer que quelques-uns.

## Réception critique
The Real McCoy est souvent cité comme le meilleur album de Tyner et l'un des meilleurs albums de l'âge d'or du label Blue Note. Il est également reconnu comme un des meilleurs exemples de jeu de Joe Henderson,. Pour le critique Bob Blumenthal : « Avec le personnel et les morceaux en place, Tyner, Henderson, Carter et Jones réalisent une performance cinq étoiles qui justifie complètement le titre de l'album. Quand le bateau part pour cette île déserte et il n'y a la place que pour un seul album de Tyner, c'est celui-ci qu'il faut prendre. »

## Pistes
Tous les morceaux sont composés par McCoy Tyner.
1. Passion Dance (8:44)
2. Contemplation (9:10)
3. Four By Five (6:33)
4. Search For Peace (6:27)
5. Blues On The Corner (5:58)

## Musiciens
- McCoy Tyner – piano
- Joe Henderson – Saxophone Ténor
- Ron Carter - Contrebasse
- Elvin Jones - Batterie